# The 1
«The 1» — песня американской певицы Тейлор Свифт, вышедшая 24 июля 2020 года на лейбле Republic Records и вошедшая в её восьмой студийный альбом Folklore. 9 октября песня «The 1» была отправлена на радио Contemporary hit radio в Германии в качестве четвёртого сингла с альбома.

## История

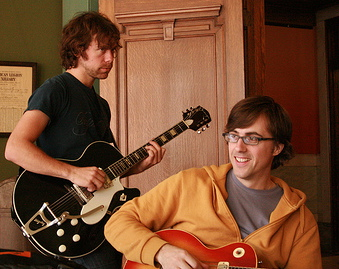
«The 1» была спродюсирована Аароном Десснером (слева) из группы The National, а оркестровкой занимался его брат Брайс Десснер (справа).

Выход новой песни и альбома стало неожиданностью и сюрпризом для фанатов, так как об этом узнали лишь за несколько часов до релиза. Премьера песни прошла 24 июля 2020 года на канале YouTube (7:00 по московскому времени) одновременно с выходом альбома.

## Музыка
«The 1» это медленный танцевальный трек, по словам Аллегры Франк из сетевого издания Vox «прогулки Свифт под сумрачным небом изо дня в день». Фортепианную музыку сравнивают со звучанием альбома I Am Easy to Find 2019 года группы The National.

## Отзывы
Композиция, в целом, была одобрительно встречена музыкальными экспертами и обозревателями.
Трек начинается со слов «У меня все хорошо, у меня новое дерьмо». Кэти Молтон из издания Consequence of Sound отметила это как пример «трансгрессии против [музыки] „радио-“ и „family-friendly“», которое Свифт выражает в Folklore. Лаура Snapes из газеты The Guardian описала песню как "оживлённое воспоминание о потерянном поклоннике из «шумной жизни 20-летней Свифт». Элоиза Балмер написала в The Line of Best Fit, что её титульная линия даёт некоторое представление о «несчастливой влюбленности Свифт».

## Коммерческий успех

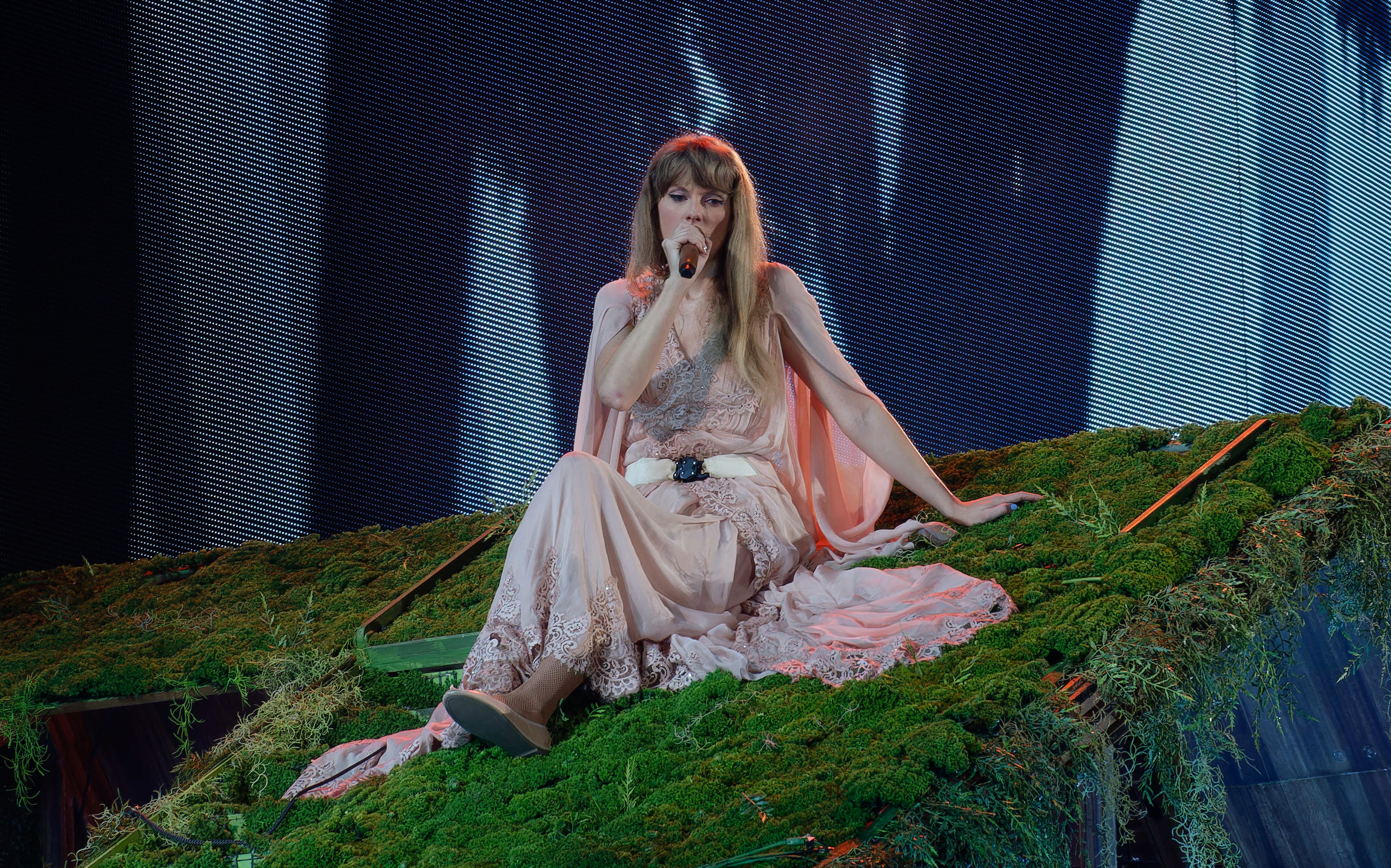
Свифт исполняет «The 1» во время the Eras Tour (2023)

«Cardigan» дебютировал в глобальном чарте Spotify с 4,175 млн стрим-потоками, что стало лучшим женским показателем в истории этой платформы. В статье журнале Billboard, опубликованной 27 июля 2020 года, Ларс Брандл предсказал, что песня дебютирует в пятерке лучших в британском чарте синглов UK Singles Chart.

## Участники записи
По данным Tidal.
- Тейлор Свифт — вокал, автор
- Аарон Десснер — продюсер, автор, звукозапись, акустическая гитара, программирование ударных, электрогитара, меллотрон, фортепиано, снтибас, синтезатор
- Кайл Резник — звукоинженер
- Джонатан Лоу — звукоинженер, микширование
- Джейсон Треутинг — перкуссия
- Томас Бартлетт — синтезаторы
- Юки Нумата Резник — скрипка, альт
- Лора Сиск — звукозапись вокала
- Рэнди Меррилл — мастеринг

## Чарты
| Чарт (2020)                         | Высшая позиция |
| ----------------------------------- | -------------- |
| Австралия (ARIA)                    | 4              |
| Канада (Billboard Canadian Hot 100) | 7              |
| Ирландия (IRMA)                     | 7              |
| Нидерланды (Single Top 100)         | 99             |
| Новая Зеландия (Recorded Music NZ)  | 7              |
| Шотландия (OCC Scotland)            | 36             |
| Швейцария (Schweizer Hitparade)     | 92             |
| Великобритания (OCC UK Singles) ·   | 10             |
| США (Billboard Hot 100)             | 4              |
| США (Rolling Stone Top 100)         | 2              |

## Сертификации
| Регион                                                                      | Сертификация | Продажи   |
| --------------------------------------------------------------------------- | ------------ | --------- |
| США (RIAA)                                                                  | Платиновый   | 1 000 000 |
| Данные о продажах + прослушиваниях приведены только на основе сертификации. |              |           |